# Николай Цанков (актьор)
Вижте пояснителната страница за други личности с името Николай Цанков.
Николай Цанков е български театрален и филмов актьор.

## Биография
Занимава се с дублаж през 80-те години. Цанков е оригиналният български глас на Алф и Балки Бартокомус в дублажите на „Алф“ (първите няколко епизода) и „Напълно непознати“ (дублаж на БНТ).
В началото на 1990 година емигрира в САЩ, където първоначално работи в радио „Гласът на Америка“, а после участва в театрални постановки, във филми и телевизионни сериали. Живее в Манхатън (Ню Йорк).

## Телевизионен театър
- „Песен за сбогуване“ (1988) (Петър Анастасов)
- „Летен сезон“ (1988) (Валери Кахачев)
- „В полите на Витоша“ (1987) (Пейо Яворов)
- „Избраникът на съдбата“ (1987) (Бърнард Шоу) – лейтенантът
- „Гарвани“ (1987) (Анри Бек)

## Филмография
- Сляпо куче (1983) – художникът
- Наследницата (тв, 1984) – Петър Курдов, таксиметровият шофьор
- Кажи им, майко, да помнят (6-сер. тв, 1984) – Галин
- Борис I, 2 серии (1985) – калугерче-странниче
- Делници и празници, 5 новели (1986) – студентът (във II: „Намерената полица“)
- Васко да Гама от село Рупча (6-сер. тв, 1986) – втори помощник-капитан Атанасов
- Цветове на изгрева (3-сер. тв, 1987) – Генади Лещарски – Гибона
- Мечтатели (1987) – Георги Бакалов
- 13-та годеница на принца (1987) – Боян
- Брачни шеги (1989) – Николай (в сегмента Чао, моя любов)
- Племенникът чужденец (1990)
- The Cosby Mysteries (тв сериал, 1994) – Counterman (в Counterman The Lottery Winner Murders)
- New York Undercover (тв сериал, 1996) – Ivan (в Ivan Andre's Choice)
- A Small Taste of Heaven (1997) – gangster
- Закон и ред (Law & Order) (тв сериал, 1999) – David Denetev (в Refuge: Part 1)
- Трета смяна (Third Watch) (тв сериал, 1999) – Mr. Adel (в Welcome to Camelot)
- Черният списък (тв сериал, 2016) – Alexander Kirk (No. 14): Conclusion... Petrov
- Готъм (тв сериал, 2016) – Борис (в Mad City: Better to Reign in Hell)
- Манифест (тв сериал, 2018) – Марко Валериев
- Господин Робот (тв сериал, 2019) – руски олигарх